# 林正仙
林正仙（1919年—1986年），男，浙江鄞县人，中国化学工程学家、石油炼制专家，曾任石油化工科学研究院高级工程师、博士生导师。